# Tűz a határban
A Tűz a határban (Úttörők a tűzvédelemben) egy 1955-ben bemutatott fekete-fehér, 16 mm-es filmre forgatott, 280 méter hosszúságú, oktató rövidjátékfilm. Löffner László novellája alapján, a Belügyminisztérium (BM) Országos Tűzrendészeti Parancsnoksága megbízásából, az Oktatásügyi Minisztérium Szemléltető Filmkirendeltsége közreműködésével készítette a BM Országos Rendőrkapitányság Politikai Osztály Filmcsoportja.
A film forgatását engedélyezte Kertész István vezetőhelyettes (BM ORK Politikai Osztály Filmcsoportja).

## Cselekmény
A falusi környezetben forgatott, didaktikus, propagandisztikus rövidjátékfilm felhívja a figyelmet a nyári tűzgyújtási előírások fokozott betartására. A megrendezett jelenetekben úttörők csoportja segíti a falu tűzvédelmét, majd egy falubeli család gondatlanságából bekövetkezett tűz oltásában is kiveszi részét. A legügyesebb gyerekeket a film végén a belügyminiszter kitüntetéssel jutalmazza meg.

## Szereplők
- Bartha János - aki átadja a kitüntetéseket az úttöröknek
- Basilides Zoltán - Sanyi bácsi, kovács a faluban és az úttörő tűzoltóság parancsnoka
- Koletár Kálmán - Botos bácsi unokája
- Károlyi Béla – Pista bácsi
- Bán Katalin
- D. Nagy Erzsi
- Forgács Tibor - az úttörő tűzoltóság parancsnokhelyettese
- Tamás Benő - Botos bácsi
- és sokan mások valamint harminc úttörő.